# 核崩壊 (生物学)

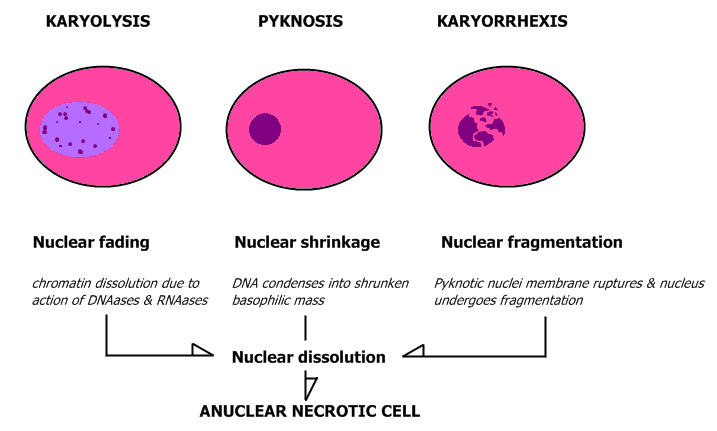
核濃縮およびその他の核崩壊の形態学的特徴

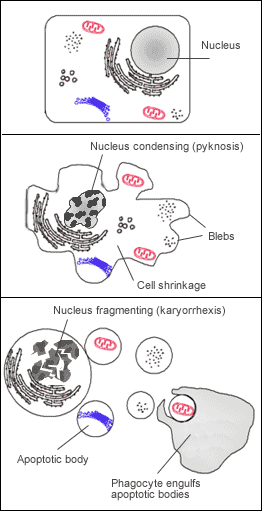
アポトーシス

細胞生物学における核崩壊（かくほうかい、英: Karyorrhexis、ギリシア語のκάρυον karyon〔仁、種、核〕とῥῆξις rhexis〔破裂〕由来; カリオレキシス）は、死にかけている細胞の核の破壊的断片化であり、それによってクロマチンは細胞質のあらゆる場所に不規則に分布する。核崩壊の前には大抵核濃縮（pyknosis）が起こる。核崩壊はプログラムされた細胞死（アポトーシス）、老化、壊死（ネクローシス）のいずれの結果としても起こりうる。
アポトーシスでは、DNAの切断はCa2+およびMg2+依存性エンドヌクレアーゼによって行われる。